# Perissocarpa umbellifera
Perissocarpa umbellifera là một loài thực vật có hoa trong họ Ochnaceae. Loài này được Steyerm. & Maguire mô tả khoa học đầu tiên năm 1984.